# Interferometro

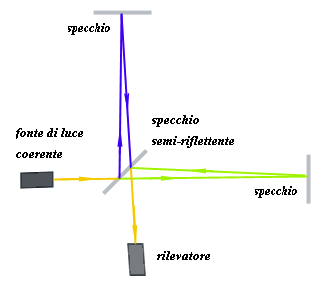
Un interferometro di Michelson.

In fisica l'interferometro è lo strumento di base dell'interferometria che permette di studiare gli effetti di composizione delle onde (in particolare elettromagnetiche). Esso mette in evidenza le figure risultanti da questi effetti tramite l'ausilio di particolari percorsi per la luce monocromatica (in origine era utilizzata quella bianca, ed oggi anche neutroni e piccoli atomi, sfruttando le proprietà ondulatorie della materia).

## Storia e applicazioni
È stato storicamente importante l'esperimento di Michelson-Morley, condotto con l'ausilio di un interferometro nel 1887, che ha portato prove sperimentali determinanti per la formulazione della relatività ristretta.
Le applicazioni sono varie in astrofisica, dove lo studio interferometrico della luce visibile e delle onde radio fornisce immagini del cielo in alta risoluzione. Allo scopo sono utilizzati radiointerferometri.

## Tipi di interferometro
Esistono decine di tipi di interferometri, tra cui:
- l'interferometro di Michelson;
- l'interferometro di Mach-Zehnder;
- l'interferometro di Fabry-Pérot;
- l'interferometro di Sagnac: